# معهد د. ماري تشانا ريدي لتنمية الموارد البشرية في ولاية تلنغانة
معهد د. ماري تشانا ريدي لتنمية الموارد البشرية في ولاية تلنغانة هو معهد تدريب للموظفين الحكوميين والمسؤولين الحكوميين في حكومة تلنغانة ويقع في حيدر آباد، تلنغانة، الهند.
يقدم معهد د. ماري تشانا ريدي لتنمية الموارد البشرية في ولاية تلنغانة مجموعة متنوعة من برامج التدريب والدورات بما في ذلك البرامج القصيرة المدى والبرامج طويلة المدى والتدريب الحضوري والتدريب عبر الإنترنت والبرامج المخصصة لمؤسسات أو مجموعات محددة.
يقوم المعهد أيضا بإجراء البحوث وتقديم خدمات الاستشارات وتحليل السياسات في مجالات تطوير الموارد البشرية والإدارة والحوكمة.

## التاريخ
بدأ المعهد كمعهد الإدارة في عام 1972. تم تغيير اسمه في عام 1998 تكريما لرئيس وزراء ولاية أندرا براديش الموحدة السابق الدكتور ماري تشينا ريدي.

## الحرم الجامعي
يقع المعهد في حرم جامعي مساحته 45 فدانا من الأراضي الخضراء. تم توسيعه في عام 2006 بوجود 375 غرفة مكيفة مركزيا. كما يحتوي على مهبط مروحية على أراضيه. كما يتوفر فيه بيت ضيافة يحتوي على 15 غرفة.